# Franz Wimmer
Franz Wimmer (Viena, 25 de agosto de 1932) é um ex-ciclista austríaco. Competiu em seis provas de ciclismo de estrada e pista nos Jogos Olímpicos de Helsinque 1952 e Melbourne 1956.